# Freeman J. Dyson
Freeman John Dyson (n. 15 decembrie 1923, Crowthorne, Anglia, Regatul Unit – d. 28 februarie 2020, Princeton, New Jersey, SUA) a fost un fizician teoretician și matematician american de origine britanică. A adus contribuții fundamentale în teoria cuantică a câmpurilor, fizica materiei condensate, astrofizică, fizică și tehnologie nucleară, fizică matematică. Este membru al Institute for Advanced Study din Princeton, New Jersey, din 1953.

## Biografie

### Familia
Tatal lui Dyson era compozitorul englez Sir George Dyson; mama sa a urmat dreptul, dar după ce s-a născut Dyson a lucrat ca asistent social. Deși are același nume de familie ca astromnomul Frank Watson Dyson, nu este rudă cu acesta. Freeman considera că popularitatea astronomului cu același nume de familie i-a starnit indirect interesul pentru știință.
Dyson are sase copii, doi dintre ei (Esther și George), cu prima sa soție, matematicianul Verena Huber-Dyson, iar celilalți patru din a doua căsătorie, cea din 1958 cu atleta Imme Dyson. Din cauză că unii dintre copii ai săi nu au fost recunoscuți ca cetățeni britanici a renunțat la cetățenia britanică, și a devenit un cetățean american naturalizat.
Fiica cea mare a lui Esther este un consultant de tehnologie digitală. Fiul George este un istoric al științei. Una dintre cărțile scrise de el este Proiectul Orion: Atomică spațială 1957-1965.
Prietenii și colegii îl descriu ca fiind timid și modest. „Am sentimentul că, atunci când se formează un consens ca întărirea gheții pe pe un lac, Dyson va face tot posibilul pentru a ciobi gheața,” a spus laureatul premiului Nobel pentru fizica Steven Weinberg. Prietenul lui, neurologul și autorul Oliver Sacks, a spus:. "Un cuvânt preferat al lui Freeman despre a face știință și de a fi creativ este cuvântul „subversiv”. El simte ca este destul de important nu numai să nu fie ortodox, dar să fie subversiv, iar el a făcut asta toată viața."

## Cariera
Deși Dyson a castigat numeroase premii științifice, nu a câștigat niciodată un Premiu Nobel, care l-a făcut pe laureatul premiului Nobel pentru fizica Steven Weinberg să constate că Comitetul Nobel l-a „jecmănit” pe Dyson. Dyson a răspuns: „Cred ca este aproape adevărat, fără excepție, dacă doriți să câștige un Premiu Nobel, trebuie să fii în centrul atenției, să te concentrezi asupra unei probleme profunde și importante și să lucrezi la ea timp de 10 ani. Acesta nu era stilul meu”.
Dyson a studiat la Winchester College între anii 1936 și 1941. A predat la Institutul Priceton pentru studii Avansate (din 1953). Pe 4 mai 2011 a primit (ca unul din cei 20 Old Wykehamists distinși) cel mai mare onor pe care îl putea acorda. După studii a lucrat ca analist pentru RAF Bomber Command la RAF Wyton în timpul celui De-Al Doilea Război Mondial. Acolo, împreună cu Patrick Blackett (ulterior Lord Blackett OM PRS), Cecil Gordon, C. H. Waddington, Owen Wansbrough-Jones, Frank Yates și Jacob Bronowski, a creat ceea ce va fi cunoscut mai târziu sub numele de cercetare operațională. După război, a obținut gradul BA în matematică de la Universitatea Cambridge (1945) și a predat la Trinity College, Cambridge între anii 1946 și 1949. În 1947 s-a mutat în Statele Unite, iar în 1951 a predat la Universitatea Cornell ca profesor de fizică fără a avea doctoratul. În 1953, a ocupat un post la Institute for Advanced Study în Princeton, NJ. În 1957, a devenit un cettățean naturalizat al Statelor Unite.
Dyson este bine cunoscut pentru demonstrarea din 1949 a formulelor electrodinamicii cuantice, care existau la acea vreme: diagramele lui Richard Feynman și metoda de operare dezvoltată de Julian Schwinger și Sin-Itiro Tomonaga. Dyson a fost prima persoană (după Feynman) care a apreciat puterea diagramelor Feynman, și lucrarea sa din 1949 (scrisă în 1948) a fost prima care le utilizează. El a spus că diagramele Feynman nu erau doar un instrument de calcul, dar și o teorie de fizică. El a dezvoltat normele pentru diagrame care au rezolvat în totalitate problema renormalizării. În lucrările și prelegerile sale Dyson a prezentat teoriile lui Feynman de electrodinamică cuantică, într-o formă care alți fizicieni ar putea să o înțeleagă și a facilitat acceptarea teoriilor lui Feynman de comunitea fizicii. Robert Oppenheimer, în special, a fost convins de către Dyson că noua teorie Feynman a fost la fel de valabile ca cele a lui Schwinger și Tomonaga. Oppenheimer l-a recompensat pe Dyson cu un post pe viață la Institutul pentru Studii Avansate, „pentru a-mi demonstra că greșesc”.
În același an, Dyson a inventat seria Dyson. A fost lucrarea care l-a determinat John Ward să modifice la formula identitatea Ward.
Dyson a lucrat în mai multe domenii matematice, cum ar fi topologia, analiza, teoria numerelor și matrici aleatoare. Există o poveste interesantă care implică cunoștințele sale despre matrici aleatoare. Teoreticianul numerelor Hugh Montgomery a fost în vizită la Institutul pentru Studii Avansate și s-a gândit la o formulă pentru distanța dintre zerouri consecutive ale funcției zeta Riemann. El a arătat formulă pentru a matematicianului Atle Selberg care a declarat că semăna cu o formulă de fizică matematice și ar trebui să i-o arate lui Dyson, care a recunoscut-o ca formulă pentru valorile proprii ale unei matrice aleatoare Hermitian. Acest lucru sugerează că ar putea fi o legătură între distribuirea numerelor prime 2,3,5,7,11, ... și mecanica cuantică..
Din 1957 până în 1961 a lucrat la Proiectul Orion, care propunea posibilitatea de zbura în spațiu folosind propulsia nucleară. Un prototip a fost demonstrat folosind explozivi convenționali, dar Tratatul interzicerii testelor nucleare în care a fost implicat și pe care l-a sprijinit, a interzis testarea armelor nucleare, altele decât subterane, iar acest lucru a determinat ca proiectul să fie abandonat.
În 1958 a condus echipa de design pentru TRIGA, un reactor nuclear mic și sigur utilizat în întreaga lume în spitale și universități pentru producerea de izotopi.
A prezentat o lucrare la un seminat în 1966 când, împreună cu Andrew Lenard și independent Elliott H. Lieb și Walter Thirring, el a demonstrat riguros că principiul excluderii joacă rolul principal în stabilitatea unei mase de materie. 
Prin urmare, nu repulsia electromagnetică dintre electroni și nucleu este responsabilă pentru două blocuri de lemn plasate una peste care nu sunt unite într-o singură piesă, ci mai degrabă este principiul excludere aplicat electronilor și protonilor care generează forța normală. În fizica materiei condensate, Dyson a mai studiat fazele tranziției modelului Ising într-o dimensiune și valurile rotative
În jurul anului 1979, Dyson a lucrat cu Institutul pentru Analiza energiei în studii despre climă. Grupul se afla sub conducerea lui Alvin Weinberg, un pionier al mai multor discipline legate de studierea climei, inclusiv un grup bine dezvoltat de biologie. De asemenea, în cursul anilor 1970, Dyson a lucrat la studii climatice, efectuate de JASON.
În 1998, Dyson s-a alăturat consiliului de administrație al Solar Electric Light Fund. Din 2003, Dyson este președintele Institutului de Studii Spațiale, organizație fondată de Gerard K. O'Neill. Dyson este membru pe termen lung al JASON.
Dyson a fost un contribuitor important al New York Review of Books. A publicat acolo 47 de articole.

## Premii și onoruri
În 1952 a fost ales membru al Royal Society.
A fost distins cu Medalia Lorentz în 1966, medalia Max Planck în 1969 și Premiul Harvey în 1977.
În 1977, Dyson l-a supervizat pe studentul John Aristotle Phillips de la Princeton într-o lucrare de licență care schița un design credibil pentru o armă nucleară. Aceasta i-a adus porecla de Phillips A-Bomb Kid.
În anul universitar 1984-1985 a ținut prelegeri la universitatea Gifford din Aberdeen, care a dus la crearea cărții „Infinit în toate direcțiile”.
În 1989, Dyson a predat la Universitatea Duke. În același an, el a fost ales ca membru de onoare al Trinity College, Universitatea din Cambridge.
Dyson a publicat o serie de colecții de speculații și observații despre tehnologie, știință, și viitor. În 1996 el a fost distins cu Premiul Lewis Thomas pentru Știință .
În 1993, Dyson a primit premiul Enrico Fermi.
În anul 2000, Dyson a fost distins cu Premiul Templeton pentru progres înreligie.
În 2003, Dyson a fost distins cu Premiul Festivalul de Tehnologie din Telluride, Colorado.

## Vezi și
- Copac Dyson
- Sferă Dyson